# Konopliane (Berezivka)
Konopliane (en ucraniano: Конопляне) es un pueblo ucraniano perteneciente al óblast de Odesa. Situado en el suroeste del país, es parte del raión de Berezivka y centro del municipio (hromada) homónimo.

## Toponimia
Su nombre actual en ruso es Konopliánoye (en ruso: Конопляное). 

## Geografía
Knopliane se encuentra a orillas del río Veliki Kuyalnik, 37 km al oeste de Berezivka y a unos 79 kilómetros al noreste de Odesa.

## Historia
Konopliane fue fundada como Yevgénivka (en ucraniano: Євгеніївка) en 1842 por inmigrantes de la gobernación de Vorónezh y los residentes se dedicaban a la agricultura.

## Demografía
La evolución de la población de Konopliane entre 1886 y 2021 fue la siguiente:
| 253                                                           | 1562 | 1707 |
| (Fuente: Cities & Towns of Ukraine y UKRAINE: Größere Städte) |      |      |

Según el censo de 2001, la lengua materna de la mayoría de los habitantes, el 90,86%, es el ucraniano; del 5,8% es el ruso; y del 1,05%, el gagaúzo.